# Machland-Damm

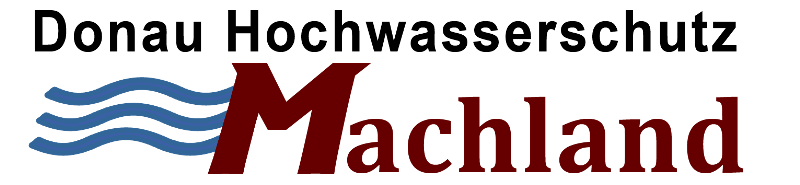
Donau Hochwasserschutz Machland Logo

Der Machland-Damm war nach der Hochwasserkatastrophe 2002 das größte Hochwasserschutz-Projekt Österreichs. Die Fertigstellung erfolgte am 25. August 2012.
Auf insgesamt 36,4 Kilometer wurden Dammbauten errichtet, die 1000 Häuser und mehr als 22.000 Einwohner im Machland vor Hochwassern schützen sollen. Die Gesamtkosten beliefen sich auf rund 183 Millionen Euro. Dabei kamen ab 2009 Mittel aus dem Konjunkturpaket II zum Einsatz, die zur raschen Fertigstellung wesentlich beitrugen. Anstoß für das Projekt waren die Überschwemmungen im Jahr 1991. Sieben betroffene Gemeinden hatten 1993 den „Hochwasserschutzverband Donau-Machland“ gegründet.

## Geschichte des Machland-Dammes

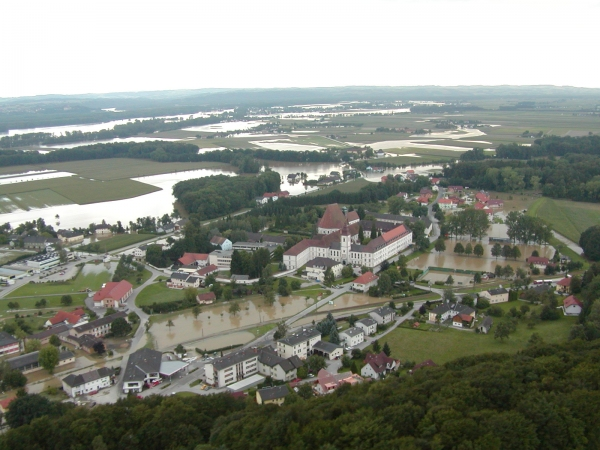
Augusthochwasser 2002 Baumgartenberg

Mit der Errichtung des Kraftwerkes Wallsee-Mitterkirchen wurde das nördliche Machland durch die Dämme des Staubereiches von der Donau weitgehend abgetrennt, eine Verbindung besteht nur mehr bei mittleren und großen Hochwässern.
Zwar war die Hochwasserhäufigkeit vor allem in Naarn und Mitterkirchen nach dem Kraftwerksbau zurückgegangen, jedoch kam es bei größeren Hochwässern dennoch zu Problemen, weil das über die Überströmstrecke abgeworfene Wasser im Hinterland erhebliche Schäden verursachte. Es wurden die Möglichkeiten für eine Verbesserung der Situation erörtert, ohne dass es zu konkreten Maßnahmen kam.
Ausgelöst vom Hochwasser 1991 wurde von 1993 bis 1995 für die vier zentralen Machlandgemeinden eine gesamtheitliche Studie erarbeitet, die als Ergebnis lineare Maßnahmen in Form von Dämmen vorsah, wobei zwei Ausbaugrade unterschieden, nämlich HQ100 in stromfernen und weniger kritischen Bereichen sowie HQ25 in donaunahen Bereich, wo ein höherer Schutzgrad nicht tolerierbar erschien.
Zufolge der absehbaren Großräumigkeit wollten nun auch die unterliegenden Gemeinden Grein und St. Nikola, aber auch das flussaufwärts liegende Mauthausen (im Fall eines Rückstaus) Klarheit über eine mögliche Beeinflussung erhalten, bzw. am Hochwasserschutz partizipieren. Am 15. Juni 1993 kam es somit zur Bildung des Hochwasserschutzverbandes Donau – Machland in der heutigen Form, mit den Mitgliedsgemeinden Mauthausen, Naarn, Mitterkirchen, Baumgartenberg, Saxen, Grein und St. Nikola an der Donau.
Nach Abschluss der Studie für das zentrale Machland wurde eine Studie zur Verbesserung der Hochwassersituation in den Gemeinden Mauthausen, Grein und St. Nikola ausgearbeitet, in der neben einer Vorschlagsvariante mehrere Lösungen dargestellt sind, und welche im Jahr 1996 abgeschlossen wurde.
Nach Durchführung eines Feststellungsverfahrens wurde im Jahr 1997 per Bescheid der OÖ Landesregierung sowie per Bescheid des Umweltsenates entschieden, dass für die Errichtung der Schutzbauwerke in den zentralen Machlandgemeinden eine Umweltverträglichkeitsprüfung im vereinfachten Verfahren durchzuführen ist. Die geplanten Vorhaben in den Ufergemeinden Mauthausen, Grein und St. Nikola waren zu diesem Zeitpunkt von der Durchführung eines UVP-Verfahrens ausgenommen.
Mit der Ausschreibung und Vergabe der Projektkoordination in den Jahren 1999/2000 begann die Phase der Detailprojektierung als Voraussetzung für die Erstellung der Umweltverträglichkeitserklärung. Im August 2002 waren die Unterlagen zum UVP-Verfahren zum Großteil fertiggestellt, die Einreichung der UVE bei der Behörde wäre im September 2002 erfolgt. Die Hochwasserkatastrophe in der 2. Augustwoche 2002 führte jedoch zu einem Planungsstopp, da die Konsequenzen dieser Jahrhundertflut zum damaligen Zeitpunkt nicht vorhersehbar waren.
Die verheerenden Auswirkungen des Augusthochwassers führten schließlich zu wesentlichen Projektsänderungen, einerseits auf Grund einer Forcierung der passiven Schutzmaßnahmen in Form von Aussiedlungen und andererseits auf Grund einer höhenmäßigen Anpassung der geplanten Schutzbauten. Nach erfolgter Überarbeitung der Detailprojekte sowie der Umweltverträglichkeitserklärung wurde das geplante Vorhaben im November 2003 bei der UVP-Behörde eingereicht.

## Vorarbeiten
Nun liegt ein rechtskräftiger Grundsatzbescheid vor, und eine Errichtungsgesellschaft, die den Bau abwickelt, wurde gegründet. Ihr stehen mit Werner Peterseil und Gerhard Mysliwietz, der auch Bauleiter beim Bindermichel-Tunnel war, zwei Geschäftsführer vor. Gesellschafter sind die betroffenen Gemeinden.
„Die Finanzierungsfragen sind geklärt, damit sind die wesentlichen Rahmenbedingungen gegeben“, sagt Landesrat Rudi Anschober. Verbindliche Aussagen über einen möglichen Baubeginn gibt es trotzdem nicht. „Wir wünschen uns Herbst 2008“, sagt Erwin Kastner, Bürgermeister von Baumgartenberg. „Aber erst wenn der erste Bagger reinrollt, wird die Unsicherheit in der Bevölkerung schwinden“, ist er überzeugt. Der Baubeginn hängt unter anderem von den Grundeinlösen ab. Mit 500 Grundeigentümern wird verhandelt.
Ebenso offen wie der Beginn, ist der Abschluss der Arbeiten. „Wir gehen von sieben Jahren aus. Jeder Tag früher, würde uns sehr freuen“, sagt Anschober. Er und seine Kollegen Franz Hiesl und Josef Ackerl sind als Beiräte in der Errichtungsgesellschaft. „Es gibt schwierige Fragen zu klären, daher ist es wichtig, dass die drei Fraktionen der Landesregierung im Beirat vertreten sind“, sagt Hiesl. Die Landesregierung hat der Errichtung der Hochwasserschutzeinrichtungen die Grundsatzgenehmigung erteilt. Für das „Baulos fünf“ wurde die Detailgenehmigung bereits gegeben, bei den übrigen Abschnitten laufen die Verhandlungen über die Grundeinlösen noch.
Als erste Baumaßnahme wird in Mitterkirchen ein Probedamm errichtet. Dabei wird die optimale Zusammensetzung des Schüttmateriales für den Dammkörper ermittelt, um eine möglichst hohe Dichtheit und Standfestigkeit zu erreichen. Für Mauthausen laufen bereits erste Ausschreibungen. Im besten Fall beginnen im Herbst in Mauthausen die Vorarbeiten für den mobilen Hochwasserschutz.
Die erste Sitzung der Machland-Damm GmbH fand im neuen Büro in der Straßenmeisterei Perg statt.